# STS-5
STS-5는 미국 NASA의 5번째 우주왕복선 임무이자 컬럼비아 우주왕복선의 5번째 임무이다. 이 임무는 SBS-3 위성을 지구 궤도에 올려 놓는 임무이다.
이 임무는 1번째로 정식 임무를 수행하였다.

### 갤러리

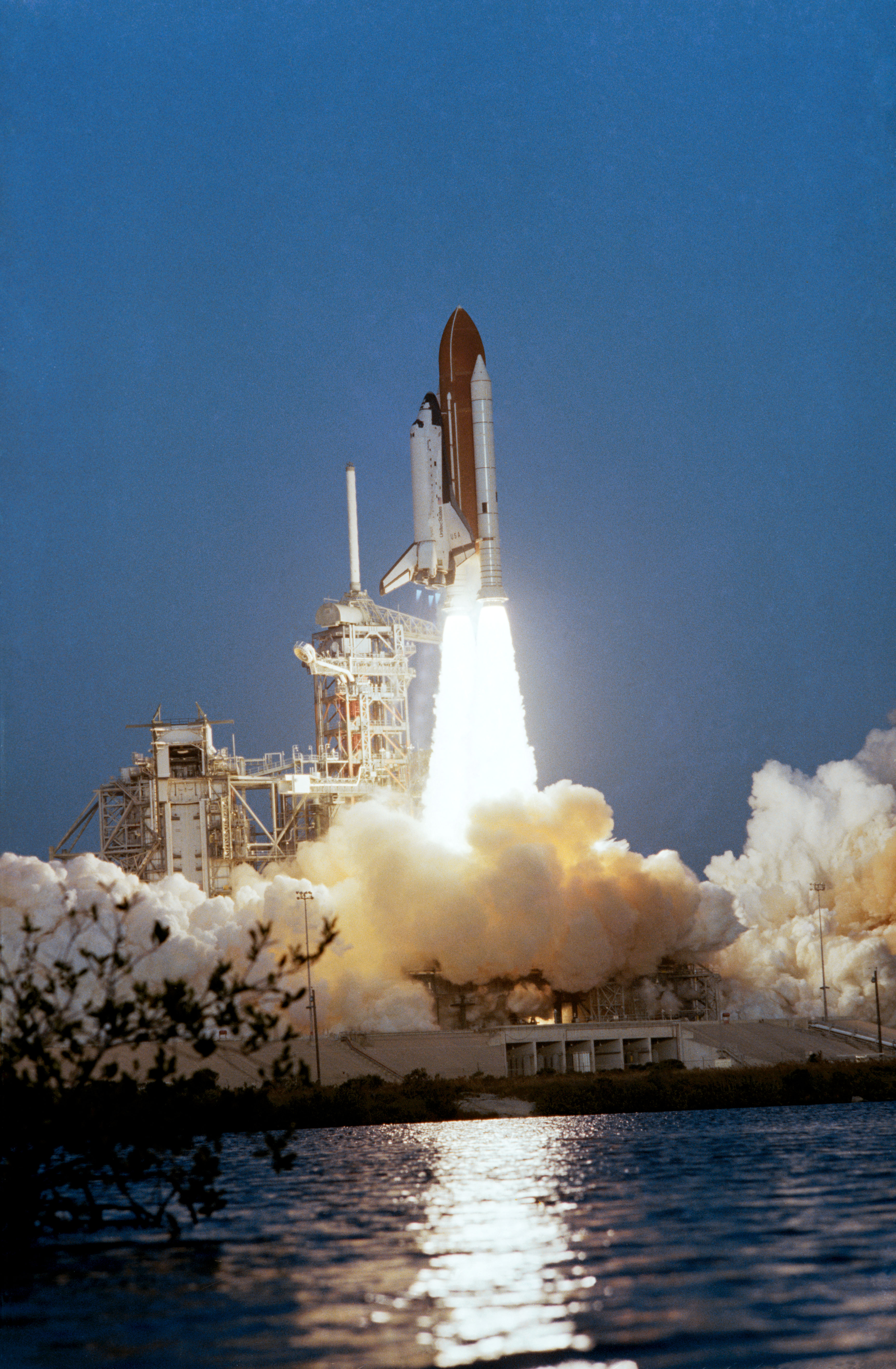
STS-5의 발사
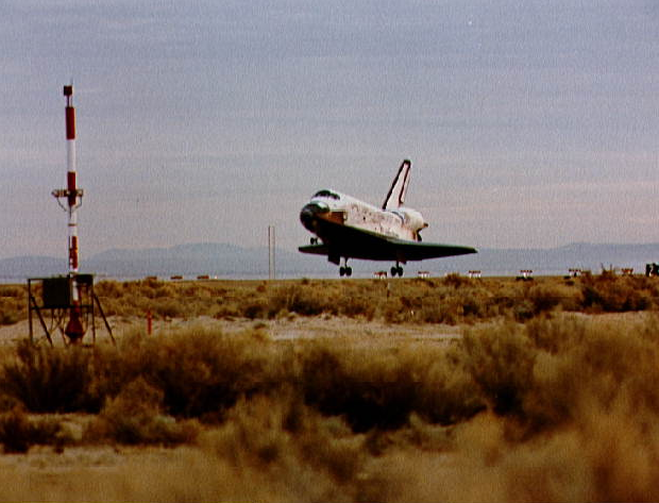
컬럼비아 우주왕복선의 착륙

## 같이 보기
- 컬럼비아 우주왕복선 공중분해 사고

1. ↑  McDowell, Jonathan (2022년 1월 6일). “SATCAT”. Jonathan's Space Report. 2022년 1월 11일에 확인함.